# Metil benzoato
O metil benzoato ou benzoato de metila é um éster derivado do ácido benzóico e metanol. Sua fórmula molecular é C6H5-COO-CH3.

## Usos
O metil benzoato é utilizado em perfumes por ter uma fragrância agradável ao olfato humano, também é utilizado em pesticidas.